# Єжи Незбжицький
Єжи Незбжицький (відомий як Ришард Врага; нар. 27 липня 1902, Вінниця — 30 січня 1968, Вірджинія, США) — капітан польської армії, офіцер польської розвідувальної служби, основним полем інтересів якого був Радянський Союз. Він також був начальником відділу «Схід» Другого бюро штабу Війська Польського.

## Раннє життя
Єжи Незбжицький народився 27 липня 1902 року у місті Вінниця у добре освіченій родині. Його батько подорожував по імперській Росії, допомагаючи у будівництві кількох заводів. Коли Єжи було всього два роки, померла його мати, тому його виховували здебільшого старша сестра Емілія та дядько, який виховував хлопчика по-католицьки та в патріотичному дусі. Молодий Незбжицький полюбляв книги Генріка Сенкевича. У 15 років він приєднався до воєнізованої організації Польська військова організація (Polska Organizacja Wojskowa) (військовополонених).

## Військова служба
У грудні 1918 року Незбжицький очолив розвідувальний диверсійний підрозділ, який нападав на більшовицькі війська, розміщені в Україні. Під час одного з рейдів, на залізничній станції Козятин, його заарештували, але йому вдалося втекти з в'язниці. Пізніше, під час польсько-радянської війни, він виконав кілька місій за лінією радянського фронту. Будучи 18-річним юнаком, Незбжицький був двічі засуджений більшовиками до смертної кари, але завжди втікав. У вересні 1920 року він приєднався до української армії Симона Петлюри, прослуживши там до 1922 року.
Після закінчення війни, отримавши освіту польською та російською мовами, Незбжицького було представлено Юзефу Пілсудським, який запропонував йому роботу у штабі Війська Польського. Його завданням було працювати у польсько-радянських прикордонних районах. Одночасно він вивчав право та політику у Варшавському університеті, його головним інтересом був Радянський Союз та його політика. Він також пропагував польсько-український союз, який розглядався ним як противага Росії та її могутності.

## Урядовий агент
У 1928 році Єжи Незбжицький переїздить до польського консульства у Харкові. Офіційно він був дипломатом, але неофіційно — агентом розвідки. Він вважався одним з найкращих агентів та провідним знавцем Радянського Союзу, його завданням було збирати інформацію про Червону Армію. В середині 1930-х років став свідком Українського голоду, про який написав шокуючі статті, опубліковані в польських журналах.

## Політичні твори
Використовуючи псевдонім Ришард Врага, Незбжицький написав кілька статей про Радянський Союз. У 1935 році, передбачивши напад більшовиків на Польщу, Незбжицький написав: «Ми знаходимось між двома найсильнішими імперіалістичними державами світу. Безсумнівно, що рано чи пізно ці сили потиснуть нам руки. Єдине, що ми повинні знати, коли це станеться». У 1938 році Незбжицький був один із кандидатів на посаду директора Польського радіо. Його радіопередачі про Радянський Союз користувалися великою популярністю, адже у них він описував похмуру реальність повсякденного життя в цій країні. Однак він став головним редактором армійського журналу «Polska Zbrojna».

## Втеча до Румунії
Після 17 вересня 1939 року (див.: Польська вереснева кампанія) Незбжицький втік до Румунії, де продовжив свою розвідувальну діяльність. З самого початку він передбачав поразку нацистської Німеччини та перемогу Радянського Союзу, але комунізм все ще був його головним інтересом. Пізніше Незбжицький переїхав на Захід, і вважався пропілсудським активістом, але не став улюбленцем уряду генерала Владислава Сікорського. Деякий час Незбжицький викладав у школі офіцерів польської розвідки, але був відсторонений і тимчасово інтернований у табір у Ротсей.

## Подальше життя
Після війни Незбжицький, будучи в еміграції у Лондоні, знаходить роботу в інформаційному відділі польського уряду. У 1949 році він переїхав до Парижа, а потім до США. Там він працює у Бібліотеці Конгресу, а потім у Інституті Гувера, де викладав радянські справи. Він завжди стверджував, що Радянський Союз є найбільшою загрозою для Заходу, і писав, що «Схід знає Захід занадто добре, але Захід нічого не знає про Схід».

## Смерть
У 1960-х роках Незбжицький захворів на рак і помер 30 січня 1968 року. Його поховали у Лісбурзі, штат Вірджинія. Дружина Незбжицького Наталі Врага, народжена Наталією Костянтинівною Марк, померла 12 листопада 2002 року у віці 101 рік.